# Rodolfo I da Borgonha

Mapa do Império Carolíngio em 888, como reino de Rodolfo I a roxo

Rodolfo I da Borgonha (em latim: Rudolphus I; Borgonha, c. 859 – 25 de outubro de 912) foi o primeiro rei da Borgonha Transjurana (ou Alta Borgonha) de 888 até sua morte.
Foi filho de Conrado II da Borgonha, conde de Auxerre e marquês da Borgonha Transjurana, e de sua esposaValdrada de Worms. De seu pai, Rodolfo herdou a abadia leiga de Saint-Maurice-en-Valais, fazendo-o o magnata mais poderoso da Alta Borgonha, território do que é hoje o oeste da Suíça, e o Franco-Condado.
Após a deposição e morte do imperador carolíngio Carlos III, os nobres e o principal clero da Alta Borgonha reuniram-se em Saint-Maurice e elegeram Rodolfo como rei em janeiro de 888. Aparentemente na base de sua eleição, Rodolfo reivindicava a Lotaríngia inteira, mas sua reivindicação foi contestada por Arnolfo da Caríntia, o novo rei da Frância Oriental ou Germânia, que rapidamente forçou Rodolfo a abandonar a Lotaríngia prometendo reconhecê-lo como rei da Borgonha. As hostilidades entre ambos, porém, parecem ter continuado.
O relacionamento de Rodolfo com seus demais vizinhos era mais amistosa. Sua irmã Adelaide casou-se com Ricardo, conde de Autun, duque da Borgonha (a Borgonha atual, parte da Frância Ocidental), e suas filhas, Adelaide e Guilherma, casaram-se, respectivamente, Luís da Provença e Bosão de Arles e Avinhão, marquês da Toscana.
Rodolfo foi sucedido por seu filho Rodolfo II. Logo depois de sua morte, sua viúva, a rainha Guilherma, casou-se com Hugo de Arles, futuro rei da Itália.

## Relações familiares
Foi filho de Conrado II da Borgonha, "o Jovem" (c. 835–876), conde da Borgonha e conde de Auxerre e de {Valdrada de Worms (801–851), também conhecida como Ermentruda da Alsácia e de Orleães e Tours, viúva do seu primeiro marido Roberto III de Worms (800–834). Casou com Guila da Provença (873–?), filha de Bosão da Provença (844–887) e de Ermengarda de Itália (852–896), de quem teve:
1. Rodolfo II da Borgonha (? - 937), rei da Borgonha Transjurana e casado com Berta da Suábia, filha de Burcardo II da Suábia (883–926) e de Reginlinda (890–958)
2. Valdrada da Borgonha casada com Bonifácio II, duque de duque de Espoleto.[4]
3. Guila da Borgonha, casada com Bosão de Arles e Avinhão (855 - 936), filho de Teobaldo de Arles (860 - 895)[5] e de Berta da Lotaríngia (863–925), filha ilegítima do rei Lotário II da Lotaríngia e de Valdrada (c. 835–869)
4. Luís da Borgonha (?–depois de 929), conde da Turgóvia